# 1653

## Esdeveniments
- Oliver Cromwell dissol el parlament anglès
- Es completa el mausoleu del Taj Mahal

## Naixements
- Desi Sangye Gyatso, regent del cinquè Dalai-lama (1617-1682).

## Necrològiques
Països catalans
- 6 d'abril, Vic: Joan Lluís de Montcada, doctor en dret canònic i dret civil, degà i canonge de la Catedral de Vic (n. 1585).[1]
- 26 de juny, Avinyó: Juliana Morell, humanista, teòloga, traductora i escriptora (n. 1594).[2]
- darrers dies de juny, Barcelona: Rafel Casamitjana i d'Erill, Conseller en cap.

Resta del món
- 24 de març, Halle: Samuel Scheidt, organista i mestre alemany del Barroc primerenc.(n. 1587).[3]
- 9 d'octubre, Venècia: Lucrezia Marinelli, humanista i defensora dels drets de les dones a l'edat mitjana (n. 1571).